# Charlene Mitchell
Charlene Alexander Mitchell (8 juin 1930 - 14 décembre 2022) est une militante américaine communiste, féministe, syndicaliste et des droits civiques. En 1968, elle devient la première femme noire candidate à la présidence des États-Unis.
Dans les années 1970, elle devient une meneuse dans sa défense d'Angela Davis. Elle fonde l'Alliance nationale contre la répression raciste et politique et fait campagne pour défendre de Joan Little et des Wilmington Ten. Son activisme se concentre sur la lutte contre l'apartheid.
Charlene Mitchell rejoint le Parti communiste américain (CPUSA) à l'âge de 16 ans et est considérée comme l'un des dirigeants les plus influents du parti à la fin des années 1950 et dans les années 1960,. Après avoir quitté le parti, elle devient dirigeante des Comités de correspondance pour la démocratie et le socialisme (CCDS) dans les années 1990.
 

## Formation
Née le 8 juin 1930 à Cincinnati dan l'Ohio, Charlène Mitchell déménage avec ses parents et ses sept frères et sœurs à Chicago à l'âge de neuf ans. Au début du XXe siècle, ses parents s'étaient déplacés vers le nord lors de la Grande Migration des Noirs du Sud. Pendant la Seconde Guerre mondiale, elle grandit dans les maisons en rangée Frances Cabrini dans le quartier nord de Chicago et suit des cours au Moody Bible Institute,.
Elle rejoint le Parti communiste américain à 16 ans après la branche jeunesse, l'American Youth for Democracy, à 13 ans. Ses premières actions dans les années 1940 comprennent la participation à un sit-in de protestation contre la ségrégation des sièges dans un théâtre, avec des étudiants blancs assis sur le balcon « de couleur uniquement » et des étudiants noirs assis dans la section « blancs uniquement » au-dessous,.
À Chicago, son père William L. Dawson est capitaine de circonscription pour la République. Il est porteur Pullman, transporteur de camions et militant syndiqué,.

« At age 7 in Cincinnati, Ohio, Charlene's mother's illness necessitated that Charlene take several busses for one of the scariest trips on which she had ever been thus far in her life. She was on her way to the Federal jail to visit her labor-activist father. After a long ride with several transfers, she arrived so late at the Federal jail that the guards deemed it too late for her to really have any kind of visit. Technically, at the time of her arrival, visiting hours were not over, and Charlene at age 7 argued the point, protesting the guards' decision which, if implemented, would have prevented her from visiting her father and delivering a basket of items her mother had entrusted to her for him. Through what she remembers and describes as "hollering and demanding", she managed to persuade the armed guard to let her go up in the jail elevator at the very end of visiting hours then, and after she "hollered" some more, she persuaded the guard that visiting her father with the glass between them was completely unacceptable, and made it impossible for her to deliver the basket. The guards held the basket and let her go into the room where there were table visits permitted providing visitors remained on their side of the table. As soon as Charlene's father came out and sat down, Charlene jumped around the table and sat on his lap. The guards threw up their hands, but she was not finished yet. She kept talking to them about the basket, telling the guards they could not go away with her father's basket, until they finally agreed that her father could see the basket before they took it back for inspection. In their very next conversation Charlene's mother and father had, Charlene's father told her mother 'never let Charlene come again'. It was too hard on him and the jailers would never get over it. »

Charlène Mitchell fréquente le Herzl Junior College à Chicago et déménage à Los Angeles en 1955,.

## Carrière politique

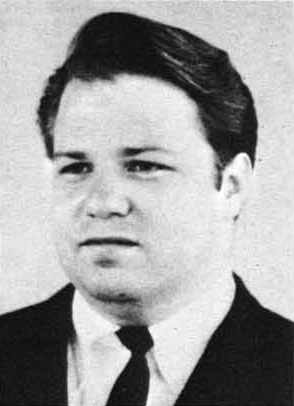
Michael Zagarell, colistier de 1968

### Années 1950-1960
En 1958, Charlène Mitchell rejoint le comité national du Parti communiste américain (CPUSA). Son témoignage en 1959 devant un panel du Comité des activités anti-américaines de la Chambre a retenu l'attention en raison de son refus de répondre aux questions et de sa contestation de l'autorité du comité. À Los Angeles, elle fonde le Che-Lumumba Club, une section entièrement noire du CPUSA, dans les années 1960,. Elle travaille avec Angela Davis, notamment pour organiser des manifestations,. Le frère et la belle-sœur de Charlène Mitchell, Franklin et Kendra Alexander, sont également actifs au sein du Che-Lumumba Club. Charlène Mitchell déménage à New-York en 1968,.
En tant que candidate d'un troisième parti aux élections de 1968, Mitchell est la première femme noire à se présenter à la présidence des États-Unis,. Elle représente le Parti communiste américain (CPUSA) et son colistier était Michael « Mike » Zagarell, le directeur national de la jeunesse du parti. Ils n'ont été inscrits sur les bulletins de vote que dans quatre États et ont recueilli environ 1 000 voix,.

### Années 1970

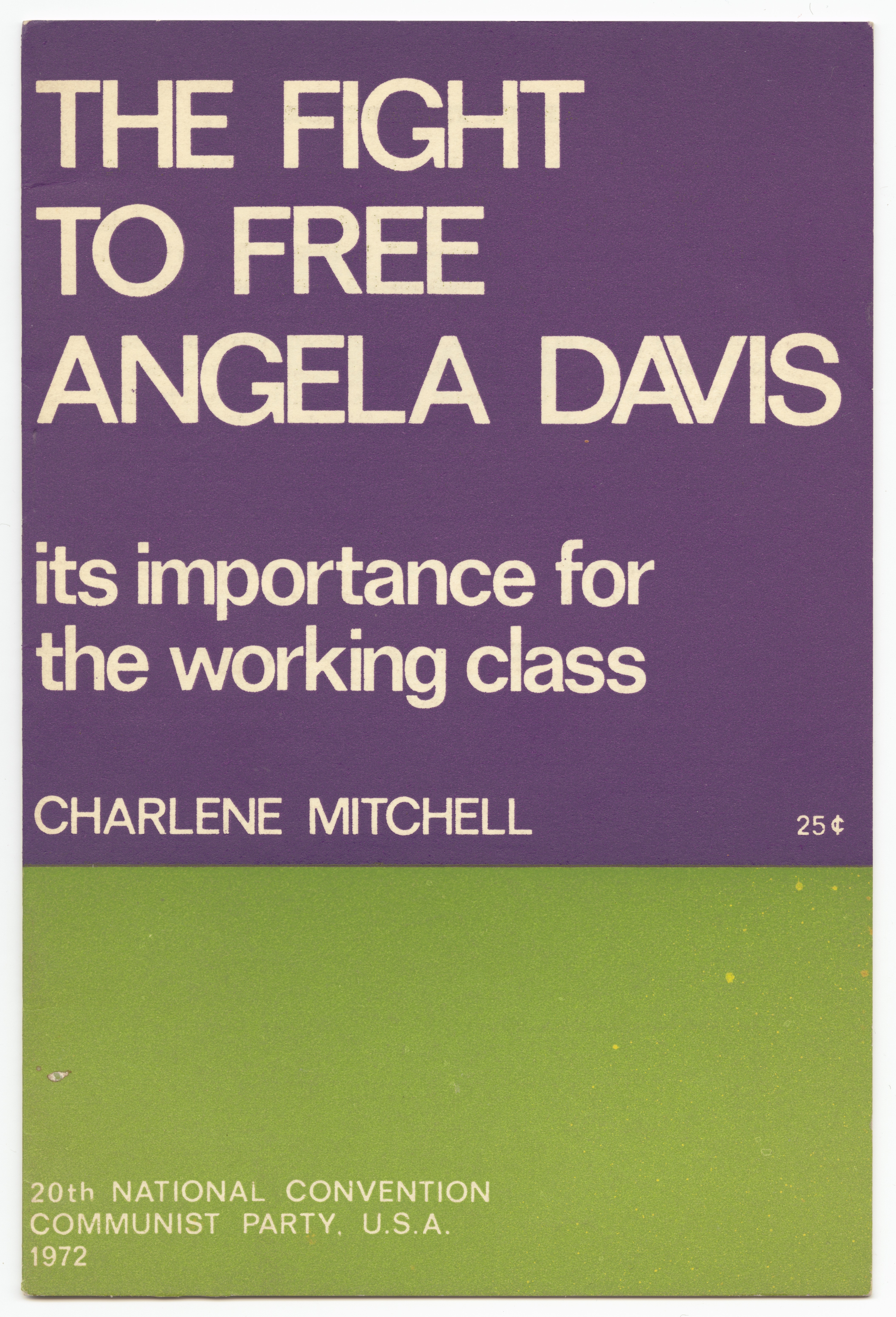
Le combat pour libérer Angela Davis de Charlene Mitchell (1972)

Après l'arrestation d'Angela Davis en 1970, Charlène Mitchell mène des actions de soutien à sa libération avec Kendra et Franklin Alexandre. Pendant cette campagne, elle est enquêtrice pour le Comité national uni et avec une petite équipe coordonne les défenses politiques et juridiques,.
Selon Sol Stern du New York Times en 1971, il s'agit de « l'effort de défense le mieux organisé et le plus étendu de l'histoire récente des procès politiques radicaux - plus puissant que celui offert à n'importe lequel des dirigeants des Panthers ou de l'armée de Chicago » Sept.. Angela Davis a décrit plus tard cet effort comme « l'une des campagnes internationales de masse les plus impressionnantes du XXe siècle » et a déclaré à propos de Charlène Mitchell : « Je n'ai jamais connu quelqu'un d'aussi cohérent dans ses valeurs, d'aussi collectif dans sa vision de la vie, d'aussi ferme dans sa trajectoire. en tant que combattant de la liberté. »
Après l'acquittement d'Angela Davis en 1972, Charlène Mitchell fonde l'Alliance nationale contre la répression raciste et politique, en mettant l'accent sur la brutalité policière et le système judiciaire,. Elle fait également campagne en faveur des défenses de Joan Little et des Wilmington Ten.

### Années 1970-80
Elle commence à concentrer ses luttes pour une cause anti-apartheid dans les années 1970 et rend visite à Nelson Mandela en Afrique du Sud après sa sortie de prison en 1990. Benjamin Chavis déclare que dans les années 1980, James Baldwin avait qualifié Charlène Mitchell de « Jeanne d'Arc de Harlem » parce qu'« elle ose proférer une vérité indescriptible au pouvoir ».
En 1988, Mitchell s'est présentée comme sénatrice progressiste indépendante de New-York contre le président sortant Daniel Patrick Moynihan. Il est réélu avec une large majorité et elle obtient 0,2% des voix pour terminer quatrième sur sept candidats, devant les candidats du Parti mondial des travailleurs, du Parti libertaire et du Parti socialiste des travailleurs.
Après la mort d'Henry Winston en 1986, membre éminent du CPUSA, Charlène Mitchell et d'autres membres du parti ont remis en question la direction du parti. Ils projetèrent un mouvement de réforme et les choses atteignirent leur paroxysme lors d'un congrès en décembre 1991. Beaucoup de ceux qui ont signé une lettre appelant à la réforme ont été expulsés du Comité national du CPUSA par Gus Hall, notamment Charlène Mitchell, Angela Davis, Kendra Alexander et d'autres dirigeants afro-américains. Parmi les autres personnes qui ont quitté le Parti, citons Herbert Aptheker, Gil Green et Michael Myerson.

### Années 1990
Charlène Mitchell est devenue cheffe élue des Comités de correspondance pour la démocratie et le socialisme (CCDS) dans les années 1990. En 1993, Mitchell participe au Foro de São Paulo à La Havane en tant qu'observateur du CCDS. En 1994, elle est observatrice internationale officielle des premières élections démocratiques en Afrique du Sud post-apartheid, où Nelson Mandela est élu président.

## Vie personnelle et mort
Charlène Mitchell épouse Bill Mitchell en 1950 et ils ont eu un fils en 1951. Après leur divorce, elle se remarie avec Michael Welch et ils divorcent par la suite. En 2007, elle est victime d'un accident vasculaire cérébral,. Elle décède à la maison de retraite d'Amsterdam à New-York le 14 décembre 2022, à l'âge de 92 ans.

## Œuvres choisies
- La lutte pour libérer Angela Davis : son importance pour la classe ouvrière, New York : New Outlook Publishers (1972),  (ISBN 0-87898-085-7)
- Égalité : son heure est venue, New York : New Outlook Publishers (1985)